# Goniothalamus scortechinii
Goniothalamus scortechinii är en kirimojaväxtart som beskrevs av George King. Goniothalamus scortechinii ingår i släktet Goniothalamus och familjen kirimojaväxter. Inga underarter finns listade i Catalogue of Life.